# طرس

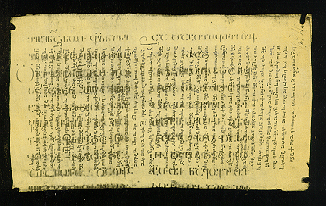
طرس بالجرجية طرس منه نص إنجيلي

الطِرس (وفي لغةٍ الطلس) هو الصفحة من الكتاب التي محي ما كتب عليها ليكتب عليها غيره. والتطريس مصدر. طرس مشتق من طرمس بحذف الراء أي محى، وطرمس من طمس بزيادة الراء وطمس الخط أي عمّاه حتى لا يُقرأ.